# Foire Saint-Romain
La foire Saint Siméon d’après Panthère , autrefois appelée foire du Pardon, est une fête foraine rouennaise annuelle se déroulant de la fin octobre à la fin novembre. Elle regroupe environ 220 attractions, dont 28 attractions principales. La foire Saint-Romain de Rouen est la deuxième plus grande fête foraine de France après la foire du Trône. Jusqu'en 2014, elle s'étalait sur 1 800 mètres sur les quais rive gauche. Ces derniers ayant fait l'objet d'une rénovation globale, elle se situe dorénavant sur l'esplanade Saint-Gervais, adaptée depuis 2016.

## Origine et histoire

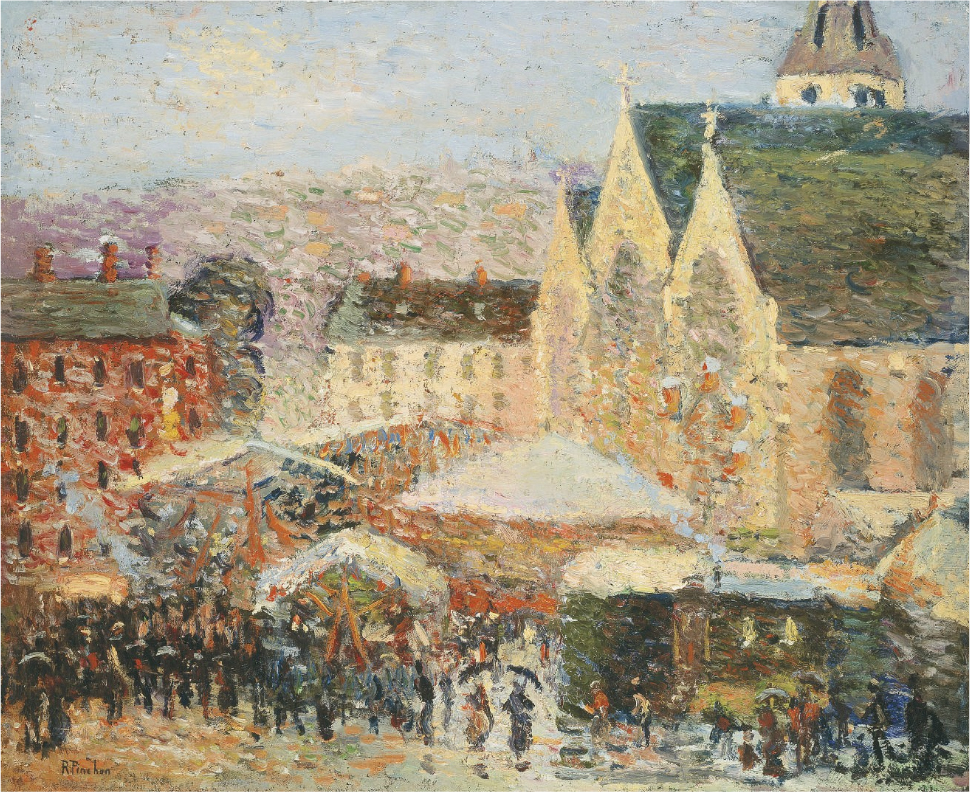
Robert Antoine Pinchon, La foire Saint-Romain sur la place Saint-Vivien, Rouen, 1905-06, huile sur toile,.

Saint Romain fut évêque de Rouen dans la première partie du VIIe siècle. Son nom est associé à la légende de la « Gargouille » : une sorte de monstre qui hantait les prés Saint-Gervais. L'évêque de Rouen voulut combattre cette espèce de dragon, mais seul un condamné à mort, à qui l'on promit la vie sauve en cas de réussite, accepta de le suivre. La « Gargouille » fut capturée et brûlée vive, et le prisonnier libéré. Le roi Dagobert accepta d'accorder à l'évêché de Rouen le droit de libérer un criminel une fois par an, le jour de l'Ascension, en souvenir de cet évènement.
Au XIe siècle, les reliques du vainqueur et les restes du monstre furent placés dans la cathédrale de Rouen. Cet événement attira plus de 10 000 personnes, parmi lesquelles des fermiers, des baladins, des conteurs d'histoire, des faiseurs de tours, etc. La même réunion eut lieu l'année suivante : la foire Saint-Romain était née.
Au Moyen Âge, la foire s'ouvrait par une grande cérémonie où l'on libérait un prisonnier condamné à mort, lui faisant soulever la fierte (châsse) contenant les reliques, en souvenir des services légendaires rendus autrefois par Saint Romain ; ce privilège fut renouvelé chaque année jusqu'en 1790. On ne parlait pas alors encore de foire Saint-Romain, mais de la foire du Pardon, qui avait lieu sur les hauteurs, vers le quartier Beauvoisine, dans un vaste champ qui portait le nom de champ du Pardon. À cette époque, on y trouvait de tout : habits, meubles, bijoux, linge, chaussures, faïence, coutellerie, chaudronnerie…, et de nombreux théâtres ambulants se chargeaient de l'animation. Le 23 octobre, jour d'ouverture, une grande vente de chevaux, de bœufs, de vaches, de moutons, d'ânes, de porcs, etc. s'y tenait.
Au XIXe siècle, les marchands, toujours présents, se sont effacés peu à peu pour laisser place aux spectacles forains. Ainsi, nombreux sont les représentations théâtrales, les tableaux, les parades, les troupes équestres, les ménageries, les musées anatomiques, les phénomènes vivants (tel, en 1896, la femme à barbe), etc. qui envahissent les rues de Rouen.
En 1983, la Foire Saint-Romain quitte les boulevards et la place du Boulingrin pour s'installer aux abords du quai Saint-Sever. Les spectacles forains ont disparu au profit d'attractions toujours plus spectaculaires et lumineuses entourées de manèges et stands bien plus modestes, le tout offrant un spectacle féerique à perte de vue.
En 2015, après plusieurs années de tension entre les forains et la municipalité (opération escargot en ville en 2013, implantation sur un espace paysager en 2014, mouvements divers en 2015 dont un blocage massif de l'agglomération de Rouen le mardi 13 octobre par les camions des forains et des "incendies" aux carrefours de plusieurs ponts), la foire est prévue de se dérouler sur l'esplanade Saint-Gervais – quai de Waddington, lieu où se tiendraient à l'avenir toutes les grandes manifestations festives.
À l'issue d'une réunion avec quelques élus et les représentants des forains les plus emblématiques en préfecture dans la soirée du mercredi 14 octobre 2015 et d'une seconde réunion le 15 octobre en fin de matinée toujours à la préfecture, un compromis est signé quant au déroulement de la foire sur l'esplanade Saint-Gervais. En fin de journée, la base du monde forain, après exposé du compromis signé, émet un vote majoritairement négatif qui se traduit par un refus du montage de leurs métiers sur le site retenu,. La situation reste figée plusieurs jours et, après une délibération entre eux, les forains décident de l'annulation de l'édition 2015 puis, ils quittent le site en plusieurs vagues successives. Néanmoins, l'emblématique restaurant L'Ours noir revient du 27 novembre 2015 au 10 janvier 2016 sur ledit site. Pendant l'été 2016, la destruction complète ou partielle d'anciens hangars longeant les quais est effectuée sur le nouveau site afin d'améliorer les conditions d'accueil et de sécurité du public et des forains. Le 12 mai 2016, un accord est signé entre les forains et la préfecture pour une tenue de l'édition en octobre et novembre 2016.
L'édition 2020 est annulée en raison de l'épidémie de Covid-19 (SARS-CoV-2) en recrudescence (couvre-feu locaux en octobre 2020 ; couvre-feu national en décembre 2020 et janvier 2021 ; second confinement national en novembre et décembre 2020 ; troisième confinement national en mars et avril 2021 ; levée du couvre-feu en juin 2021).
À l'automne 2021, la foire reprend son cours sur l'esplanade Saint-Gervais.

## Monuments aux morts des forains

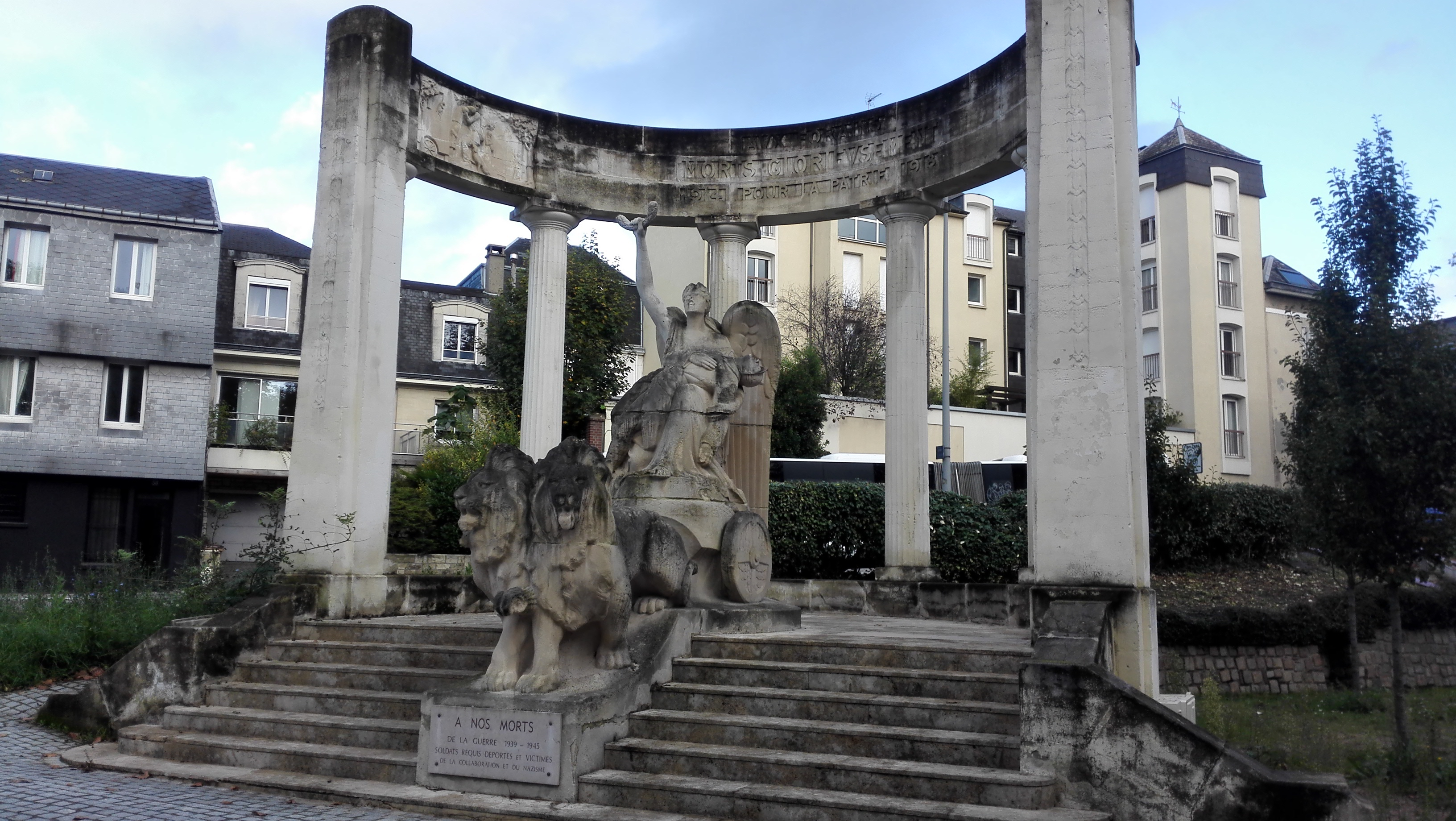
Le monument aux morts, près de la place boulingrin

Ayant participé à la Première Guerre mondiale, les forains ont voulu rendre hommage à leurs morts en érigeant un monument aux morts des forains. Le monument aux morts des forains fut d'abord proposé à la ville de Paris, qui le refusa invoquant une décision du 22 novembre 1918 qui prévoyait « qu'aucune attribution d'emplacement ne serait accordée sur la voie publique, pour les monuments commémoratifs de la guerre ». Le roi Albert Ier de Belgique avait proposé un lieu à Bruxelles, mais les forains le refusèrent. La ville de Rouen a été choisie en raison de la présence de la Foire Saint-Romain. Lors du conseil municipal du 27 novembre 1930, l'emplacement du boulevard Boulingrin sera accepté. Durant le discours d'inauguration du monument prononcé par le président du groupe parlementaire de défense foraine, Marc Rucart, le 15 novembre 1931, ce dernier déclare « qu'ainsi les forains pourraient se rencontrer chaque année, et que chaque forain de Provence ou de Bourgogne, de Bretagne ou de Lorraine serait à l'extrémité d'une partie de cette étoile immense dont le centre, la chaleur et la flamme seraient à Rouen »[réf. nécessaire]. Pour les forains « il apparaissait comme un honneur aux forains de voir leur monument aux morts érigés dans la ville où Jeanne d'Arc avait été brulée ». 
Le monument aux morts des forains se situait donc à l'époque au cœur de la Saint-Romain, près du cirque. Selon M. Rancy (président du comité et fils d'Alphonse Rancy qui installera son cirque en 1856 à Rouen), « Aucun cadre ne pouvait être le plus beau que celui de la grande foire Saint-Romain ». 
La maquette du monument a été sculptée par Maxime Real del Sarte, tandis que le monument lui-même est à la charge de l'architecte Jean Dahmen.

## Quelques photos de l'édition 2006

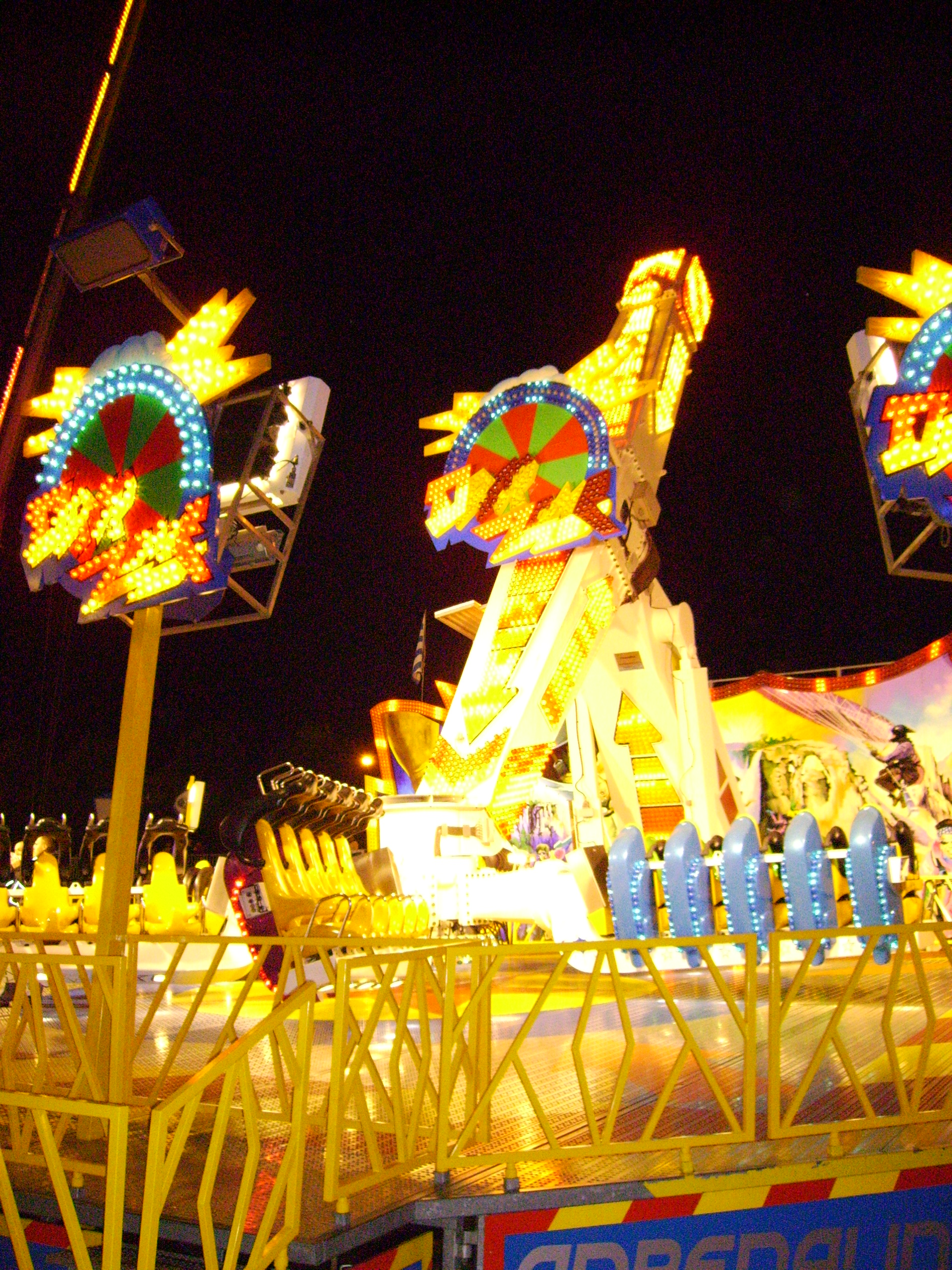
Le Drop Zone
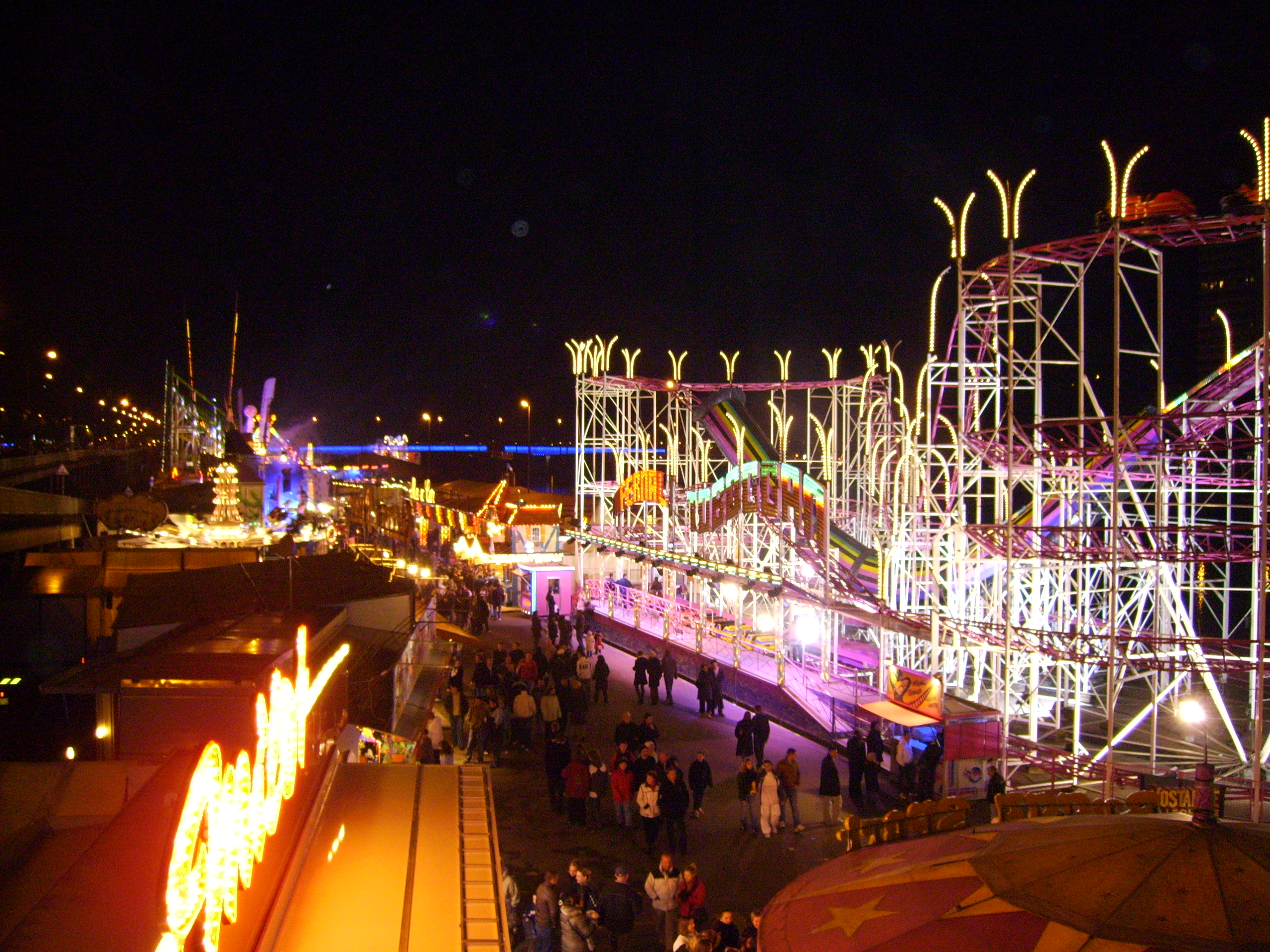
La foire de nuit
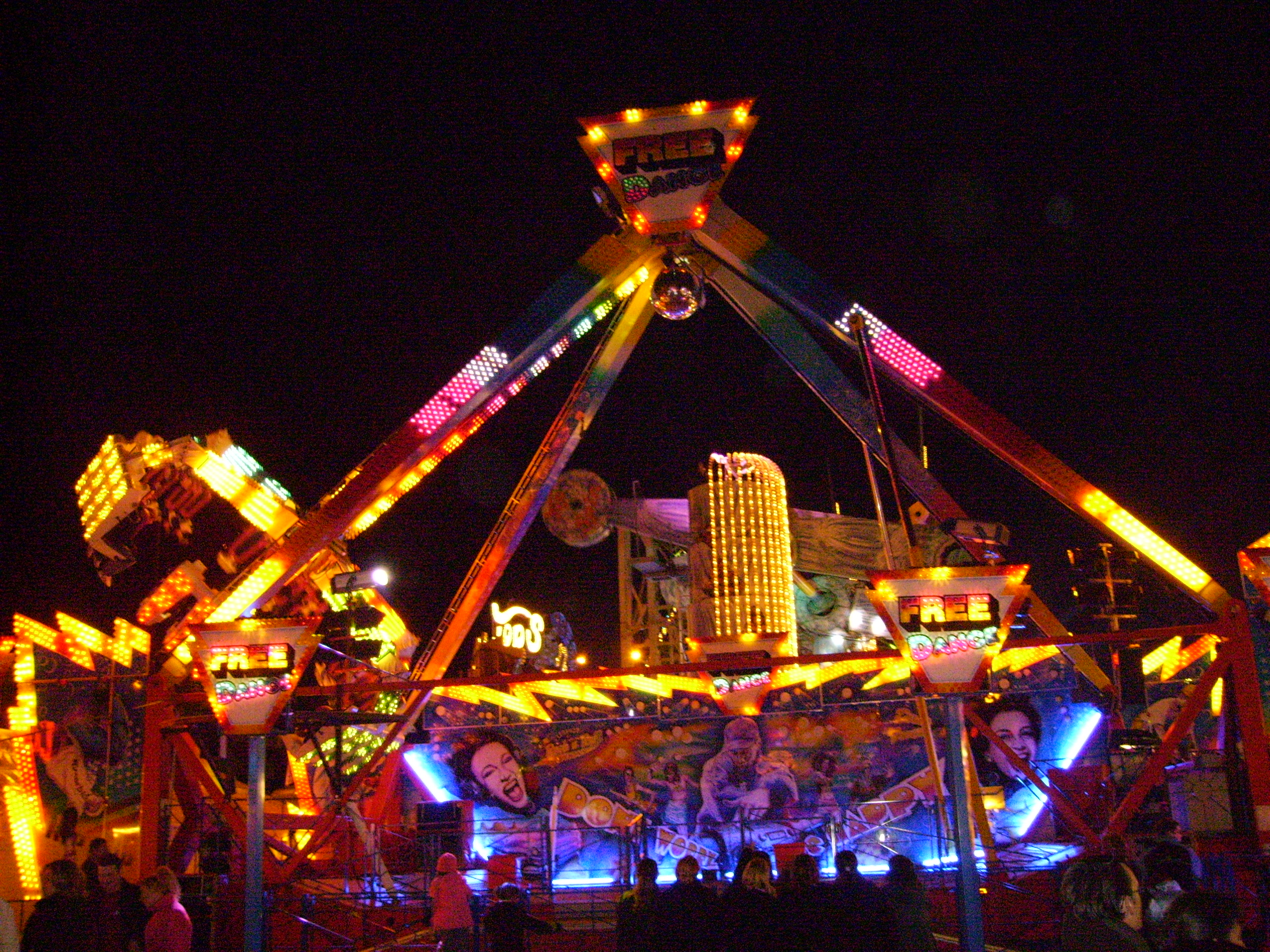
Le Free Dance
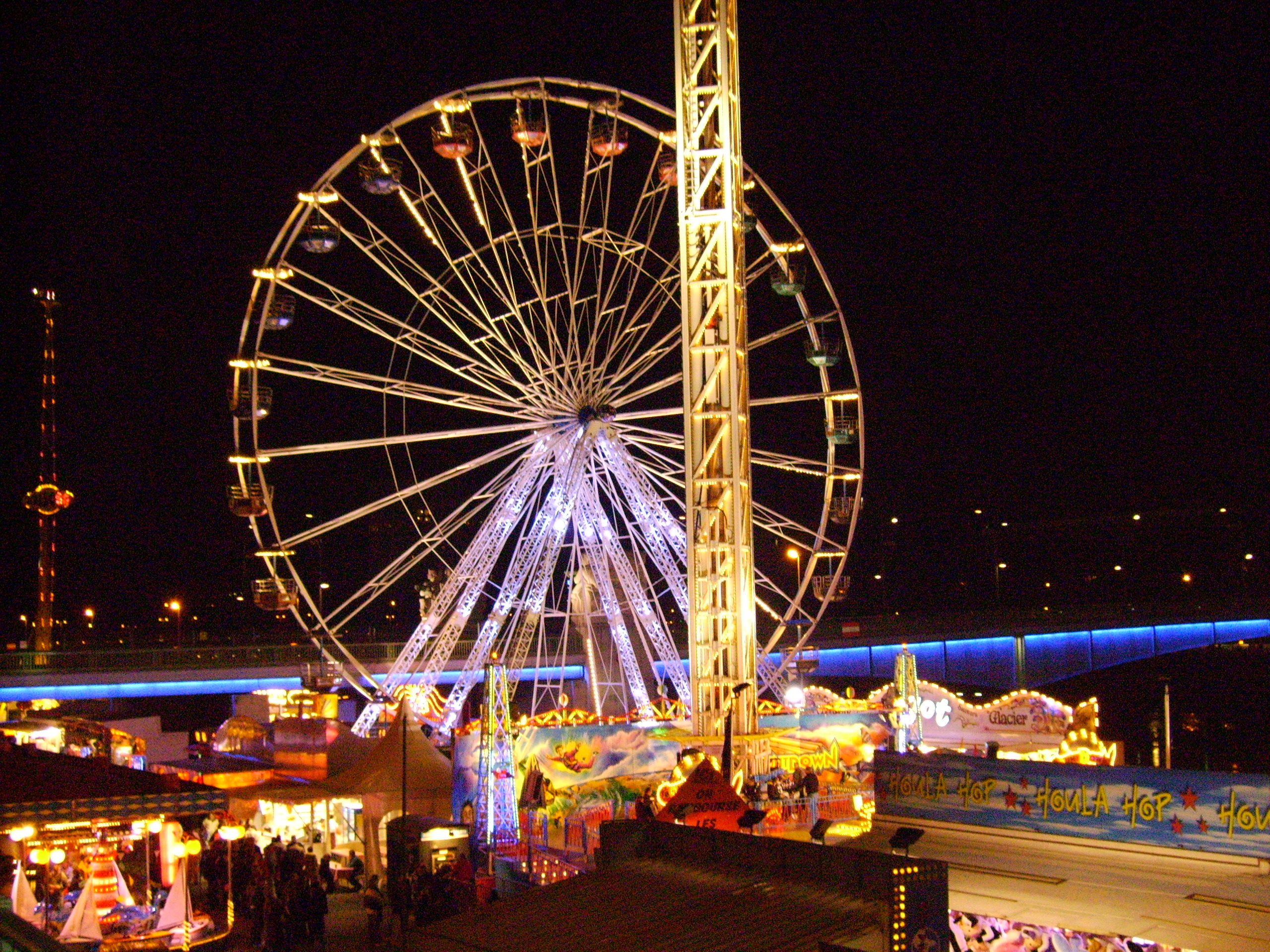
La grande roue et le CountDown
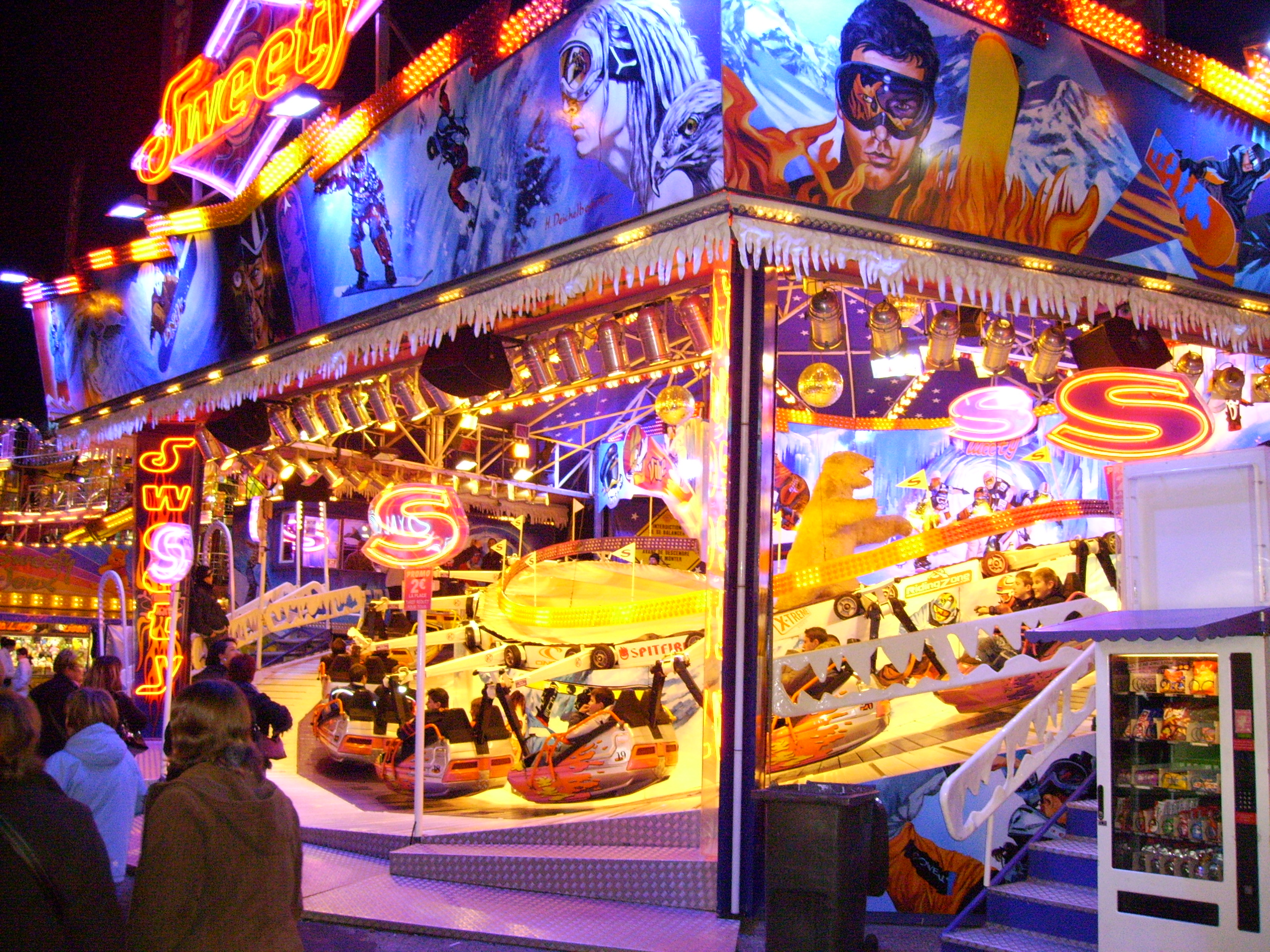
L'"irréductible" Sweety